# Métrodora
Métrodora (IIe siècle av. J.-C. ou Ier) était médecin et autrice dans la Grèce antique. Elle est connue pour son traité sur les maladies des femmes, le plus ancien traité médical écrit par une femme.

## Biographie
Peu de choses sont connues au sujet de Métrodora hormis son traité sur les maladies des femmes, précisément de gynécologie. L'étude de son traité suggère qu'elle aurait été sage-femme, probablement grecque. Il n'y a néanmoins aucune preuve de cela à ce jour, notamment parce qu'elle ne fut jamais citée par ses contemporains.

## Traité sur les maladies des femmes
Le traité de Métrodora, que l'on date du VIe siècle, est conservé à la Bibliothèque Laurentienne de Florence.
Le traité n'est pas mentionné dans les travaux des contemporains de Métrodora, mais il fut étudié plus tard, notamment par le médecin et historien Charles Victor Daremberg (qui aurait fait une copie du traité, aujourd'hui disparue).
Il est décrit par Ottavio Bandini comme étant composé de 108 chapitres avec subdivisions. Les maladies étudiées, ainsi que les méthodes pour les soignées, sont dites spécifiques aux femmes et concernent l'utérus, l'estomac et les seins. Le traité mentionne aussi des méthodes d'avortement,. Néanmoins, il ne prend pas l'apparence d'un manuel pratique de médecine, mais plutôt une liste détaillée de pathologies gynécologiques et générales, ainsi que de remèdes. Des sujets sur la cosmétologie, la frigidité et l'impuissance figurent aussi dans ce traité.
Le traité de Métrodora est souvent confondu avec celui de Cléopâtre, une erreur qui, selon la chercheuse Marie-Hélène Congourdeau, doit être attribuée à S. Zervos dans un article de 1912. L'historien Marc-Antoine Sabelic aurait fait, selon Georges Costomiris, des analogies entre ce traité et celui attribué à Cléopâtre.

## Postérité
Son nom figure parmi ceux des 999 femmes sur le plancher de l'installation The Dinner Party de l'artiste américaine Judy Chicago,.